# Паранормальное явление 4
«Паранормальное явление 4» (англ. Paranormal Activity 4) — сиквел фильмов «Паранормальное явление», «Паранормальное явление 2» и «Паранормальное явление 3». Режиссёры Эриель Шульман и Генри Джуст, сценарий — Кристофер Лэндон. В фильме снималась Кэти Фезерстон, как и в трёх предыдущих частях. Премьера фильма состоялась 27 сентября 2012 года в США, в России — 18 октября 2012 года. Это четвёртый фильм из серии фильмов «Паранормальное явление».

## Сюжет
Действие разворачивается спустя 5 лет с момента событий фильма «Паранормальное явление 2».
Алекс вместе с родителями и их приёмным сыном Уайеттом живут в доме через дорогу от Кэти с Робби. В одну из ночей Кэти увозят в больницу и родители Алекс принимают решение оставить Робби пожить у себя дома. С этого момента в их доме начинает происходить паранормальное. Ребята замечают, что Робби ведёт себя очень странно, а ещё он рассказал, что общается с другом, которого они не могут увидеть. Вдобавок по дому начинают раздаваться шорохи и звуки в разное время.
После этого Алекс просит Бена настроить постоянную запись с веб-камер на всех лэптопах в их доме. Им удалось запечатлеть невидимого демона при помощи технологии Kinect на Xbox 360, по движению контрольных точек в темноте в инфракрасном спектре. Часть мистических событий происходит с родителями, но они не придают им особого значения, как и записям, которые им показала Алекс.
Робби хочет познакомить Уайетта с демоном, и он рисует на его теле странные символы. Появляются Бен и Алекс, которые недоумевают, что происходит. Далее они проводят расследование и из Интернета узнают, что символ, который рисовал Робби — круг в треугольнике — символ плодородия, имеющий отношение к обрядам ведьм. Существует некий демон, который вселяется в ребёнка мужского пола. Далее идут три стадии — проявление сверхспособностей, доказывание демону своей силы и последняя — необходимо пролить кровь неосквернённой, то есть предположительно — это Алекс.
Уайетт начинает вести себя странно, и им постепенно овладевает демон. Оказывается Уайетт — это Хантер, которого во второй части похитила Кэти. Далее события начинают стремительно развиваться: и Бена, и родителей убивают демон и Кэти. Затем Алекс оказывается в доме Кэти, и та за ней гонится с демоническим лицом. Алекс выбирается в сад, там она видит брата, пытается его уговорить убежать с ней. Затем она видит толпу ведьм, на неё нападает Кэти с демоническим лицом и камера выпадает из рук Алекс.

## В ролях
- Кэтрин Ньютон — Алекс Нельсон
- Мэтт Шивли — Бен
- Брэйди Аллен — Робби
- Эйден Лавкамп — Уайетт Нельсон/Хантер Рей
- Алексондра Ли — Холли Нельсон
- Стивен Данам — Даг Нельсон
- Кэти Фезерстон — Кэти
- Спрейг Грейден — Кристи
- Брайан Боланд — Дэниел
- Уильям Хуан Прието — Хантер

## Прокат

### Кассовые сборы
Кассовые сборы фильма составили 53 921 300 $ в США и 88 435 616 $ в других странах. Таким образом, совокупные сборы составили 142 356 916 $. Фильму сопутствовал меньший успех, нежели предыдущим картинам. Тем не менее, в США и Канаде в первую неделю после выхода он вышел в лидеры по сборам.

### Критика
Фильм получил по большей части отрицательные отзывы. Так, на портале Rotten Tomatoes рейтинг фильма на основе 91 обзора составляет 4,3 из 10. На портале же Metacritic рейтинг фильма на основе 22 обзоров составляет 40 из 100. Основную долю критики вызвало отсутствие в фильме новых идей.